# 1190-es busz
Az 1190-es jelzésű autóbusz egy országos autóbuszjárat volt, ami Budapestet kötötte össze Keszthellyel valamint Hévízzel.
2024. április 30-ig naponta kettő járatpár szállította az utasokat, az egyik járat Budapest és Keszthely között, a több járat Budapest és Hévíz valamint Hévíz és Budapest között közlekedett.
A járat menetideje Budapest és Hévíz között 4 óra 5 perc, Budapest és Keszthely között 3 óra 55 perc volt. Útvonalának hossza Budapest és Hévíz között 207 km, Budapest és Keszthely között 199 km volt.
A járatra kiegészítő jegy vásárlása kötelező volt. Budapesti megállókban a járatra csak előreváltott, helyfoglalást tartalmazó menetjeggyel lehet felszállni.
2024. május 1-jétől a járatok lerövidültek, végállomásuk Balatonfüred lett és nem kellett kiegészítő jegyet vásárolni. A 110-es számú járat ezután Hévíz helyett Keszthelyről közlekedett, 6.05-kor indult és 7.28-kor érkezett Balatonfüredre. A többi járat menetideje nem változott.
A 2024. június 22-ei menetrend módosításokkal a Volánbusz Zrt. megszüntette az autóbuszvonalat.

## Megállóhelyei
| 0  | 0  | Budapest, Népliget autóbusz-pályaudvar végállomás             | 49 | 1, 1A 83 254E 901, 914, 914A, 918, 950, 950A 607, 608, 626, 627, 628, 629, 630, 631, 632, 633, 635, 636, 650, 653, 654, 655, 656, 657, 659, 660, 661, 679, 705 1080, 1081, 1085, 1087, 1090, 1092, 1094, 1110, 1111, 1113, 1115, 1120, 1121, 1125, 1131, 1134, 1136, 1172, 1173, 1174, 1175, 1176, 1177, 1183, 1184, 1185, 1188, 1189, 1193, 1194, 1201, 1205, 1212, 1215, 1216, 1229, 1251, 1253, 1254, 1257, 1268 | Népliget autóbusz-pályaudvar Népliget Planetárium, Groupama Aréna |
| 1  | 1  | Budapest, Petőfi híd, budai hídfő                             | 48 | 4, 6 153, 154, 212, 212A, 212B 918 1172, 1173, 1174, 1175, 1176, 1177, 1183, 1184, 1185, 1188, 1189, 1193, 1194, 1201, 1205, 1212, 1215, 1216, 1229, 1251, 1253, 1254, 1257 |                                                                   |
| 2  | 2  | Budapest, Újbuda-központ                                      | 47 | 4, 6, 17, 41, 47, 48, 56, 61 33, 58, 150, 150B, 153, 154, 212, 212A, 212B 973, 973A 1172, 1173, 1174, 1175, 1176, 1177, 1183, 1184, 1185, 1188, 1189, 1193, 1194, 1201, 1205, 1212, 1215, 1216, 1229, 1251, 1253, 1254, 1257 |                                                                   |
| 3  | 3  | Budapest, Sasadi út                                           | 46 | 8E, 40, 40B, 40E, 53, 87, 87A, 88, 88A, 108E, 139, 140, 140A, 150, 150B, 153, 154, 172, 173, 187, 188, 188E, 240, 272 908, 940, 941, 972 731, 760, 764 1172, 1173, 1174, 1175, 1176, 1177, 1183, 1184, 1185, 1188, 1189, 1193, 1194, 1201, 1205, 1212, 1215, 1216, 1229, 1251, 1253, 1254, 1257 |                                                                   |
| 4  | 4  | Balatonakarattya, vasútállomás lejáró út                      | 45 | 1201, 1513, 1564, 1592, 1593, 1708, 1731, 1740, 1742 5449, 7321, 7322, 7323, 7324, 7325, 7543, 7602 személyvonat, sebesvonat, Csabai Tekergő sebesvonat, Szabolcsi Tekergő expresszvonat, Tekergő expresszvonat, Vízipók InterRégió, Katica InterRégió | Balatonakarattya megállóhely                                      |
| 5  | 5  | Balatonakarattya, üdülő                                       | 44 | 1201, 1513, 1564, 1592, 1593, 1708, 1731, 1740, 1742 5449, 7321, 7322, 7323, 7324, 7325, 7543, 7602 |                                                                   |
| 6  | 6  | Balatonkenese, újtelep                                        | 43 | 1201, 1564, 1592, 1593, 1708, 1740, 1742 5449, 7321, 7322, 7323, 7324, 7325, 7543, 7602 |                                                                   |
| 7  | 7  | Balatonkenese, vasútállomás                                   | 42 | 1201, 1513, 1564, 1592, 1593, 1708, 1731, 1740, 1742 5449, 7321, 7322, 7323, 7324, 7325, 7543, 7602 személyvonat, sebesvonat, Csabai Tekergő sebesvonat, Szabolcsi Tekergő expresszvonat, Tekergő expresszvonat, Vízipók InterRégió, Katica InterRégió | Balatonkenese vasútállomás                                        |
| 8  | 8  | Balatonfűzfő, vasútállomás                                    | 41 | 2, 5, 6 1201, 1564, 1592, 1593, 1708, 1731, 1740, 1742 5449, 7320, 7321, 7322, 7323, 7324, 7325, 7534, 7543, 7602 személyvonat, sebesvonat, Csabai Tekergő sebesvonat, Szabolcsi Tekergő expresszvonat, Tekergő expresszvonat, Vízipók InterRégió, Katica InterRégió | Balatonfűzfő vasútállomás                                         |
| 9  | 9  | Balatonfűzfő, Rákóczi utca                                    | 40 | 1201, 1708 7325, 7326, 7332, 7543, 7600, 7602, 7653, 7654, 8082 |                                                                   |
| 10 | 10 | Balatonalmádi, Bauxitkutató Vállalat bejárati út              | 39 | 1708, 1731 7325, 7326, 7332, 7333, 7543, 7600, 7602, 7653, 7654, 8082 |                                                                   |
| 11 | 11 | Balatonalmádi, autóbusz-állomás                               | 38 | 1201, 1513, 1708, 1709, 1720, 1722, 1731 7325, 7326, 7332, 7333, 7335, 7338, 7341, 7543, 7600, 7602, 7653, 7654, 8082 |                                                                   |
| 12 | 12 | Balatonalmádi (Káptalanfüred), vasúti megállóhely bejárati út | 37 | 1201, 1709, 1720, 1722 7333, 7338, 7653, 7654, 8082 személyvonat, Vízipók InterRégió, Katica InterRégió | Káptalanfüred megállóhely                                         |
| 13 | 13 | Alsóörs, vasútállomás                                         | 36 | 1201, 1709, 1720, 1722, 1758 7338, 7342, 7344, 7348, 7653, 7654, 8082 személyvonat, sebesvonat, Vízipók InterRégió, Katica InterRégió | Alsóörs vasútállomás                                              |
| 14 | 14 | Paloznak, bejárati út                                         | 35 | 1709, 1720, 1722 7338, 7653, 8082 |                                                                   |
| 15 | 15 | Csopak, vasúti megállóhely                                    | 34 | 1529, 1709, 1710, 1720, 1722 7338, 7350, 7355, 7357, 7363, 7653, 8082 személy, sebes, Vízipók InterRégió, Katica InterRégió | Csopak megállóhely                                                |
| 16 | 16 | Balatonfüred, Arács vasúti megállóhely                        | 33 | 3, 4, 6, 7 1189, 1201, 1513, 1529, 1631, 1658, 1709, 1710, 1720, 1722, 1735, 1740, 1758, 1806, 1808, 1846, 1853 7338, 7344, 7345, 7348, 7350, 7352, 7355, 7357, 7358, 7363, 7653, 7654, 8082 személyvonat, Katica InterRégió, Vízipók InterRégió | Balatonarács megállóhely                                          |
| 17 | 17 | Balatonfüred, Arany Csillag                                   | 32 | 3, 4, 6, 7 1189, 1201, 1513, 1529, 1631, 1658, 1709, 1710, 1720, 1722, 1735, 1740, 1758, 1806, 1808, 1846, 1853 7338, 7344, 7345, 7348, 7350, 7352, 7355, 7357, 7358, 7363, 7653, 7654, 8082 |                                                                   |
| 18 | 18 | Balatonfüred, autóbusz-állomás                                | 31 | 1, 1B, 2, 2B, 3, 4, 5, 6, 7 1189, 1201, 1513, 1529, 1631, 1658, 1709, 1710, 1712, 1720, 1722, 1735, 1740, 1758, 1806, 1808, 1846, 1853 7338, 7344, 7345, 7346, 7348, 7350, 7352, 7355, 7357, 7358, 7363, 7364, 7671, 7673, 7674, 7675, 7676, 7682, 7683, 7686, 8082 személyvonat, sebesvonat, Csabai Tekergő sebesvonat, Szabolcsi Tekergő expresszvonat, Tekergő expresszvonat, Katica InterRégió, Vízipók InterRégió, Kék Hullám Intercity, Levendula Intercity | Balatonfüred vasútállomás                                         |
| ∫  | 19 | Balatonfüred, hajóállomás                                     | ∫  | 1, 1B, 2, 2B 1201, 1712 7355, 7671, 7674 | Balatonfüred hajóállomás                                          |
| ∫  | 20 | Balatonfüred, Széchenyi sétány                                | ∫  | 1, 1B, 2, 2B 1201, 1712 7355, 7671, 7674 |                                                                   |
| 19 | 21 | Aszófő, vasútállomás bejárati út                              | 30 | 1189, 1631, 1658, 1712, 1735, 1806, 1808, 1846 7357, 7671 személyvonat, sebesvonat, Kék Hullám InterCity | Aszófő vasútállomás                                               |
| 20 | 22 | Örvényes, autóbusz-váróterem                                  | 29 | 1189, 1631, 1658, 1712, 1735, 1806, 1808, 1846 7357, 7671 |                                                                   |
| 21 | 23 | Balatonudvari, autóbusz-váróterem                             | 28 | 1189, 1631, 1658, 1712, 1735, 1806, 1808, 1846 7357, 7671 |                                                                   |
| 22 | 24 | Balatonudvari, Fövenyes, bejárati út                          | 27 | 1189, 1631, 1658, 1712, 1735, 1806, 1808, 1846 7357, 7671 |                                                                   |
| 23 | 25 | Balatonakali, bejárati út                                     | 26 | 1189, 1631, 1658, 1712, 1735, 1806, 1808, 1846 7357, 7671, 7682, 7706 |                                                                   |
| 24 | 26 | Zánka, Gyermekváros                                           | 25 | 1189, 1631, 1658, 1712, 1735, 1806, 1808, 1846 7357, 7367, 7671, 7706 |                                                                   |
| 25 | 27 | Zánka-Köveskál, vasútállomás bejárati út                      | 24 | 1189, 1631, 1658, 1712, 1735, 1806, 1808, 1846 7357, 7367, 7369, 7671, 7706, 7744 személyvonat, sebesvonat, Csabai Tekergő sebesvonat, Kék Hullám InterCity, Levendula Intercity | Zánka-Köveskál vasútállomás                                       |
| 26 | 28 | Balatonszepezd, Viriusz telep                                 | 23 | 1189, 1631, 1658, 1735, 1806, 1808, 1846 7357, 7671, 7744 |                                                                   |
| 27 | 29 | Balatonszepezd, vasúti megállóhely                            | 22 | 1189, 1631, 1658, 1735, 1806, 1808, 1846 7357, 7671, 7744 személyvonat, sebesvonat, Kék Hullám InterCity | Balatonszepezd megállóhely                                        |
| 28 | 30 | Révfülöp, vasútállomás                                        | 21 | 1189, 1631, 1658, 1717, 1735, 1806, 1808, 1846 7357, 7387, 7671, 7703, 7704, 7705, 7708, 7744, 7942 személyvonat, sebesvonat, Csabai Tekergő sebesvonat, Kék Hullám InterCity, Levendula Intercity | Révfülöp vasútállomás                                             |
| 29 | 31 | Balatonrendes, vasúti megállóhely                             | 20 | 1189, 1631, 1658, 1717, 1735, 1806, 1808, 1846 7357, 7387, 7708 személyvonat, sebesvonat, Kék Hullám InterCity | Balatonrendes megállóhely                                         |
| 30 | 32 | Ábrahámhegy, vasúti megállóhely                               | 19 | 1189, 1631, 1658, 1717, 1735, 1806, 1808, 1846 7357, 7387, 7707, 7708, 7709, 7746 személyvonat, sebesvonat, Kék Hullám InterCity | Ábrahámhegy megállóhely                                           |
| 31 | 33 | Badacsonytomaj, (Badacsonyörs), camping                       | 18 | 1189, 1631, 1658, 1717, 1735, 1806, 1808, 1846 7357, 7387, 7707, 7708, 7709, 7746 |                                                                   |
| 32 | 34 | Badacsonytomaj, (Badacsonyörs), posta                         | 17 | 1189, 1631, 1658, 1717, 1735, 1806, 1808, 1846 7357, 7387, 7707, 7708, 7709, 7746 |                                                                   |
| 33 | 35 | Badacsonytomaj, vasútállomás bejárati út                      | 16 | 1189, 1631, 1658, 1717, 1735, 1806, 1808, 1846 6364, 7707, 7708, 7709, 7746 személyvonat, sebesvonat, Csabai Tekergő sebesvonat, Kék Hullám InterCity, Levendula Intercity | Badacsonytomaj vasútállomás                                       |
| 34 | 36 | Badacsony, vasúti megállóhely                                 | 15 | 1189, 1579, 1631, 1658, 1717, 1735, 1806, 1808, 1846 6363, 6364, 7387, 7708, 7709, 7710, 7746, 7929 személyvonat, sebesvonat, Csabai Tekergő sebesvonat, Kék Hullám InterCity, Levendula InterCity | Badacsony megállóhely                                             |
| 35 | 37 | Badacsonylábdihegy, vasúti megállóhely bejárati út            | 14 | 1189, 1579, 1631, 1658, 1717, 1735, 1806, 1808, 1846 6363, 6364, 7387, 7708, 7710, 7746 személyvonat, sebesvonat, Kék Hullám InterCity | Badacsonylábdihegy megállóhely                                    |
| 36 | 38 | Badacsonytördemic-Szigliget, vasútállomás bejárati út         | 13 | 1189, 1579, 1631, 1658, 1717, 1735, 1806, 1808, 1846 6364, 7387, 7708 személyvonat, sebesvonat, Kék Hullám InterCity, Levendula InterCity | Badacsonytördemic-Szigliget vasútállomás                          |
| 37 | 39 | Szigliget, bejárati út                                        | 12 | 1189, 1579, 1631, 1658, 1735, 1806, 1808, 1846 6363, 6364, 7710, 7711 |                                                                   |
| 38 | 40 | Balatonederics, bejárati út                                   | 11 | 1189, 1212, 1569, 1579, 1625, 1631, 1636, 1658, 1714, 1723, 1735, 1736, 1806, 1808, 1846 6218, 6361, 6363, 6364, 7357, 7721 |                                                                   |
| 39 | 41 | Balatongyörök, Becehegy                                       | 10 | 1189, 1212, 1579, 1625, 1631, 1636, 1658, 1714, 1723, 1735, 1736, 1808, 1846 6218, 6361, 6363, 6364, 7357, 7721 |                                                                   |
| 40 | 42 | Balatongyörök, Szépkilátó                                     | 9  | 1189, 1212, 1579, 1625, 1631, 1636, 1658, 1714, 1723, 1735, 1736, 1806, 1808, 1846 6361, 6363, 6364, 7357, 7721 |                                                                   |
| 41 | 43 | Balatongyörök, bejárati út                                    | 8  | 1189, 1212, 1569, 1579, 1625, 1631, 1636, 1658, 1714, 1723, 1735, 1736, 1806, 1808, 1846 6218, 6360, 6361, 6363, 6364, 7357, 7721 |                                                                   |
| 42 | 44 | Vonyarcvashegy, vasútállomás bejárati út                      | 7  | 1189, 1212, 1569, 1579, 1625, 1631, 1636, 1658, 1714, 1723, 1735, 1736, 1806, 1808, 1846 6218, 6360, 6361, 6363, 6364, 7357, 7721 személyvonat, Lesence sebesvonat, Tanúhegy sebesvonat, Helikon InterRégió | Vonyarcvashegy vasútállomás                                       |
| 43 | 45 | Gyenesdiás, takarékpénztár                                    | 6  | 1189, 1212, 1569, 1579, 1625, 1631, 1636, 1658, 1714, 1723, 1735, 1736, 1806, 1808, 1846 6218, 6360, 6361, 6363, 6364, 6365, 7357, 7721 |                                                                   |
| 44 | 46 | Gyenesdiás, községháza                                        | 5  | 1189, 1212, 1579, 1625, 1631, 1636, 1658, 1714, 1723, 1735, 1736, 1806, 1808, 1846 6218, 6360, 6361, 6363, 6364, 6365, 7357, 7721 |                                                                   |
| 45 | 47 | Keszthely, Vágóhíd utca                                       | 4  | 1 1189, 1212, 1579, 1625, 1631, 1636, 1658, 1714, 1723, 1735, 1736, 1806, 1808, 1846 6218, 6360, 6361, 6363, 6364, 7357 |                                                                   |
| 46 | 48 | Keszthely, kórház                                             | 3  | 1 1189, 1212, 1569, 1579, 1625, 1631, 1636, 1658, 1714, 1723, 1735, 1736, 1806, 1808, 1846 6218, 6360, 6361, 6363, 6364, 7357, 7721 |                                                                   |
| 47 | 49 | Keszthely, autóbusz-állomás végállomás                        | 2  | 1, 2, 3, 5, C5 1189, 1193, 1194, 1212, 1402, 1499, 1506, 1569, 1579, 1625, 1631, 1636, 1658, 1665, 1666, 1673, 1714, 1723, 1724, 1725, 1732, 1735, 1736, 1794, 1806, 1808, 1842, 1846 5974, 5976, 6103, 6162, 6192, 6216, 6218, 6230, 6231, 6237, 6306, 6307, 6308, 6310, 6316, 6350, 6355, 6360, 6361, 6363, 6364, 6370, 6373, 6375, 6384, 6386, 6387, 6390, 6391, 6395, 6396, 6398, 6415, 7357, 7721, 7722 S34, személyvonat, Fenyves sebesvonat, Lesence sebesvonat, Tanúhegy sebesvonat, Déli<-parti sebesvonat, Déli<-parti InterRégió, Déli->parti InterRégió, Helikon InterRégió, Balaton InterCity | Keszthely vasútállomás                                            |
| 48 |    | Keszthely, Bercsényi utca                                     | 1  | 1, 3, 5, C5 1193, 1194, 1402, 1499, 1506, 1569, 1625, 1636, 1658, 1665, 1666, 1673, 1714, 1724, 1725, 1735, 1736, 1794, 1806, 1808, 1842 5976, 6103, 6162, 6216, 6218, 6230, 6231, 6237, 6306, 6307, 6308, 6310, 6316, 6350, 6355, 6360, 6361, 6363, 6364, 6370, 6373, 6375, 6384, 6386, 6387, 6390, 6391, 6395, 6396, 6398, 6415, 7721, 7722 |                                                                   |
| 49 |    | Hévíz, autóbusz-állomás végállomás                            | 0  | 1188, 1194, 1212, 1402, 1499, 1506, 1569, 1625, 1636, 1658, 1665, 1666, 1673, 1714, 1724, 1725, 1736, 1794, 1806, 1808, 1842 5976, 6103, 6162, 6216, 6218, 6230, 6231, 6237, 6306, 6310, 6316, 6350, 6355, 6360, 6361, 6363, 6364, 6370, 6372, 6375, 6383, 6384, 6386, 6387, 6390, 6391, 6395, 6396, 6398, 6415, 7721, 7722 |                                                                   |